# Теста, Густаво
Густаво Теста (итал. Gustavo Testa; 28 июля 1886, Больтьере, королевство Италия — 28 февраля 1969, Ватикан) — итальянский куриальный кардинал и ватиканский дипломат. Титулярный архиепископ Амазеи с 4 июня 1934 по 14 декабря 1959. Апостольский делегат в Египте, Аравии, Эритрее, Абиссинии и Палестине с 4 июня 1934 по 11 февраля 1948. Апостольский нунций в Иерусалиме, Палестине, Трансиордании и Кипре с 11 февраля 1948 по 6 марта 1953. Апостольский нунций в Швейцарии с 6 марта 1953 по 14 декабря 1959. Про-председатель Кардинальской Комиссии по Специальной Администрации Святого Престола с 4 октября 1961 года по 7 мая 1968 года. Секретарь Конгрегации по делам Восточных Церквей со 2 августа 1962 по 15 августа 1967. Префект Конгрегации по делам Восточных Церквей с 15 августа 1967 по 13 января 1968. Кардинал-священник с 14 декабря 1959, с титулом церкви Сан-Джироламо-дельи-Скьявони с 17 декабря 1959.

## Ранние годы, образование и священство
Густаво Теста родился в богатой семье, 28 июля 1886 года, в Больтьере, что в провинции Бергамо.
Образование получил в Риме, Папском Латеранском Атенеуме, в Папском Римском Атенеуме «С.Apollinare», Папском библейском институте.
Теста был рукоположен, 28 октября 1910 года в церкви Санта-Грата, в Бергамо, епископом Бергамо Джакомо Радини Тедески. Продолжил дальнейшее образование в Риме, в 1910-1912 годах. В 1912-1920 годах осуществлял пастырское служение в епархии Бергамо и был членом профессорско-преподавательского состава своей семинарии.

## На дипломатической службе Святого Престола
Сотрудник Государственного секретариата Святого Престола с 1920 года. Секретарь апостольской нунциатуры в Австрии, в 1920-1923 годах. Тайный камергер Его Святейшества, с 28 октября 1921 года, вновь назначен 12 августа 1922 года. Папский посланник в Руре и Сааре, в 1923-1924 годах. Придворный прелат Его Святейшества, с 18 мая 1923 года. Советник специальной миссии в Перу, в 1925 году. Аудитор апостольской нунциатуры в Баварии, в 1927 году. Советник апостольской нунциатуры в Италии, в 1929-1934 годах.

## Архиепископ и апостольский нунций
4 июня 1934 года избран титулярным архиепископом Амазии и назначен апостольским делегатом в Египте, Аравии, Эритрее, Абиссинии, Палестины. 1 ноября 1934 года, состоялась хиротония в епископы в соборе Бергамо, возглавлял её главный консекратор кардинал Альфредо Ильдефонсо Шустер, OSB — архиепископ Милана, которому помогали соконсекраторы Адриано Бернареджи — епископ Бергамо, и Анджело Джузеппе Ронкалли, титулярным архиепископом Месембрия, апостольский делегат в Болгарии. 
Его епископским девизом был Et patria et cor (рус. Родина и сердце), девизом его герба был Sola gratia tua (рус. Только Твоею благодатию). 
С 11 февраля 1948 года апостольский делегат в Иерусалиме, Палестине, Трансиордании и Кипре. Апостольский нунций в Швейцарии с 6 марта 1953 года.

## Кардинал
Возведён в сан кардинала-священника на консистории от 14 декабря 1959 года; получил красную шапку и титулярную церковь Сан-Джироламо-дельи-Скьявони, 17 декабря 1959 года. 
Папский легат на 37-м Международном евхаристическом конгрессе, в Мюнхене, 27 июня 1960 года. Про-председатель Кардинальской Комиссии по Специальной администрации Святого Престола, с 4 октября 1961 года. 
Секретарь Священной Конгрегации по делам Восточной Церкви, со 2 августа 1962 года; титул изменён на префекта Священной Конгрегации по делам Восточных Церквей, с 15 августа 1967 года. Принимал участие в работе всех сессий Второго Ватиканского Собора, в 1962-1965 годы. 
Как кардинал-выборщик участвовал в конклаве 1963 года, который избрал Папу Павла VI, во время Конклава, Теста вспылил и потребовал, чтобы был найден выход из сложившегося тупика, позволяя избрание Монтини.
Принимал участие в работе первой очередной Ассамблеи Синода епископов, в Ватикане, с 29 сентября по 29 октября 1967 года. 
13 января 1968 года ушёл в отставку с поста префекта Священной Конгрегации по делам Восточных Церквей, а 7 мая 1968 года ушёл в отставку с поста про-председателя Кардинальской Комиссии по Специальной администрации Святого Престола.

## Иоанн XXIII
Густаво Теста был близким другом папы Иоанна XXIII, который был также из Бергамо, так как они были сокурсниками в Риме.